# Học viện âm nhạc Karol Szymanowski ở Katowice
Học viện âm nhạc Karol Szymanowski ở Katowice là một trường âm nhạc Ba Lan, có bề dày truyền thống lâu đời nhất ở Upper Silesia, có trụ sở tại số 3 đường Zacisze, thành phố Katowice.

## Lịch sử
Học viện Karola Szymanowski ở Katowice có nguồn gốc là một chi nhánh liên kết với Nhạc viện Nhà nước từ năm 1929, người đưa ra ý tưởng này là Witold Friemann. Chi nhánh này được khai trương và đi vào hoạt động vào ngày 28 tháng 9 năm 1929. Trong số các giáo viên đầu tiên của Học viện, có những giáo viên là các nghệ sĩ xuất sắc như: Stefania Allinówna (họctrò của A. Michałowski), Aleksander Brachocki (học trò của Z. Stojowski và IJ Paderewski), Stanisław Bielicki (học trò của IJ Paderewski), Wanda Chmielowska (học trò của Władysław Żeleńsk), Zbigniew Dymmek (học trò của H. Melcer, A. Michałowski, E. Młynarski và R. Statkowski), Władysław Markiewiczówna, Adam Mitscha (luật sư và nhà soạn nhạc), Władysław Żeleńsk.
Chi nhánh nhạc viện hoạt động cho đến khi Thế chiến II bùng nổ, trong thời gian này, do ảnh của các cuộc chiến tranh nên công việc ở Nhạc viện bị gián đoạn. Vào những năm 1939 - 1945, một Trường Âm nhạc Silesian (Höhere Landesmusikschule) được thành lập trong tòa nhà của Nhạc viện, Fritz Lubrich làm giám đốc. Ngày 11 tháng 2 năm 1945 Trường Âm nhạc được hoạt động trở lại, và nó đã trở thành một trường đào tạo Âm nhạc cốt lõi của Ba Lan. Đội ngũ giảng viên là các giáo sư của âm nhạc và các nghệ sĩ đã đến tỉnh Silesia. Đến ngày 12 tháng 11 năm 1979, trường đổi tên theo tên của nhà soạn nhạc tài ba Karol Szymanowski - Học viện âm nhạc Karol Szymanowski.

## Cơ cấu tổ chức
- Ban giám hiệu[3]

1. Hiệu trưởng: Giáo sư, tiến sĩ khoa học Władysław Szymański
2. Phó Hiệu trưởng phụ trách Khoa học: giáo sư, tiến sĩ khoa học Wanda Palacz
3. Phó hiệu trưởng phụ trách sinh viên và nghiên cứu sinh: Giáo sư, tiến sĩ khoa học Jacek Glenc

- Các khoa, phòng ban[3]

1. Khoa Sáng tác, Ứng xử, Lý thuyết và Giáo dục Âm nhạc. Trưởng khoa: Giáo sư, tiến sĩ khoa học Jarosław Mamczarski
2. Khoa dụng cụ. Trưởng khoa: Giáo sư, tiến sĩ khoa học Marek Nosal
3. Phòng thanh nhạc và diễn xuất. Trưởng phòng: Giáo sư, tiến sĩ khao học Ewa Biegas
4. Phòng âm nhạc Jazz và Quảng bá. Trưởng khoa: Giáo sư, tiến sĩ khoa học Paweł Tomaszewski
5. Phòng nghiên cứu sư phạm. Trưởng phòng: Giáo sư, tiến sĩ khoa học Roma Widaszek
6. Thư viện. Giám đốc: Iwona Bias